# Tulipa suaveolens
Tulipa suaveolens är en liljeväxtart som beskrevs av Albrecht Wilhelm Roth. Tulipa suaveolens ingår i släktet tulpaner, och familjen liljeväxter. Inga underarter finns listade.

## Bildgalleri

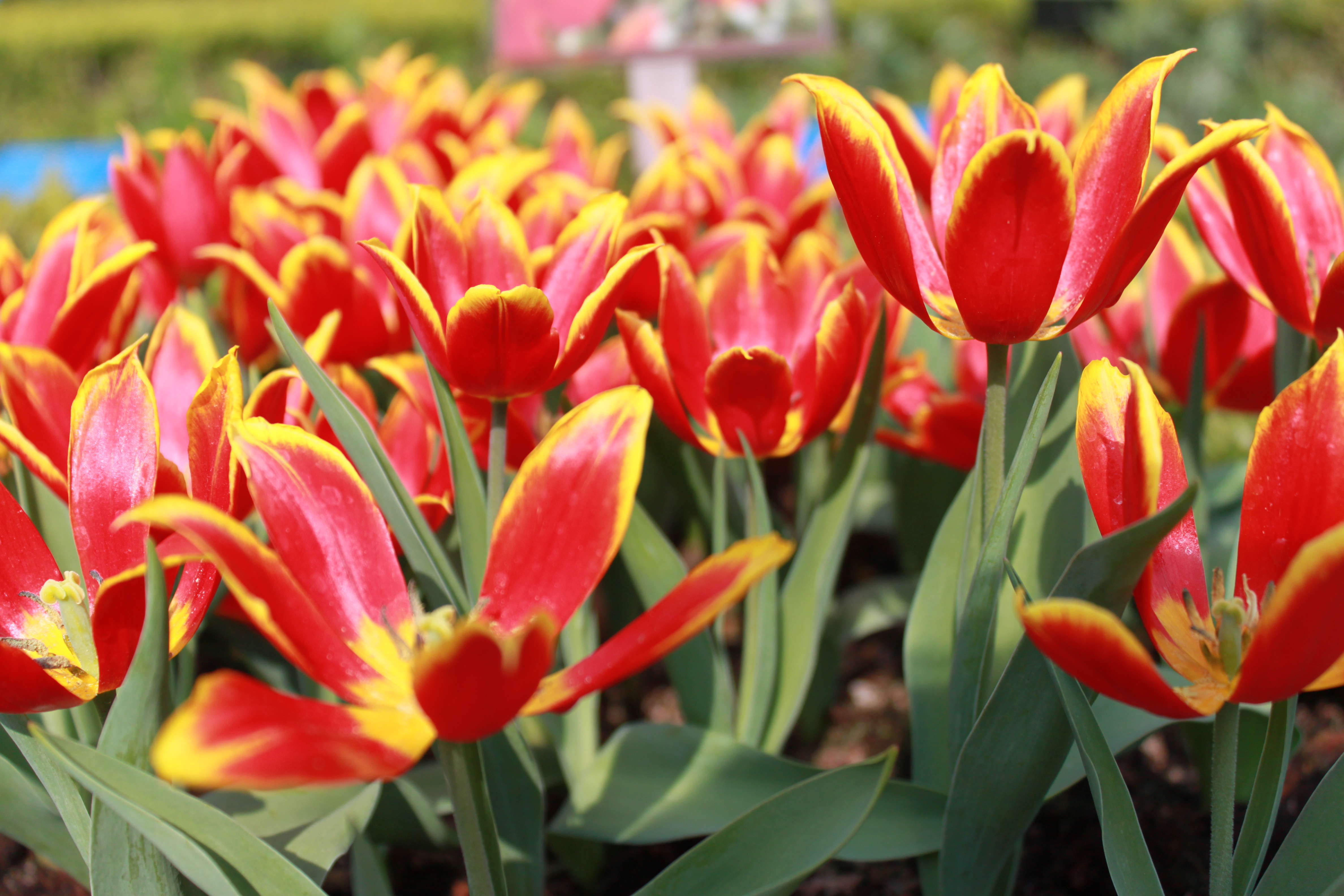